# ミルクフェド
ミルクフェド(MILKFED.)は、1995年に設立されたファッションブランド。アメリカ合衆国のファッション・フォトグラファーでのちに映画監督となるソフィア・コッポラが、ソニック・ユースのキム・ゴードンがプロデュースしたX-Girlに携わった経験を活かし、友人であるステファニー・ハイマンと共に立ち上げた。
現在、日本企業のB's Internationalが運営している。直売店があるのは日本国内のみであり、原宿、横浜、札幌、名古屋、大阪の計5店舗が営業している。近年では、女性ブランドとして活用していたが、男性も使える様にと、力をいれ取り組んでいる。また、ミルクフェド男子として流行っている。
1980年代に影響されたワードローブや、ボックスロゴがついたリュックサックおよびバッグが特徴的である。

## リンク
- MILKFED.